# Souheil Ben-Barka
Souheil Ben-Barka, arab. سهيل بنبركة (ur. 25 grudnia 1942 w Timbuktu) – marokański reżyser, scenarzysta i producent filmowy.

## Życiorys
Urodził się w Timbuktu, dzisiejszej stolicy Mali. Jego ojciec był zamożnym marokańskim kupcem, a matka pochodziła z Libanu i miała korzenie ormiańskie. Ben-Barka opuścił Timbuktu w wieku 16 lat. Udał się początkowo do Maroka, gdzie spędził kilka lat i ukończył szkołę średnią.
Następnie wyjechał do Włoch, by kontynuować swą edukację dzięki otrzymanemu stypendium. Studiował socjologię w Rzymie, a później reżyserię na słynnej uczelni Centro sperimentale di cinematografia. Współpracował z Pier Paolo Pasolinim przy produkcji filmu Król Edyp (1967), który kręcony był w Maroku. Wyreżyserował też kilka krótkich metraży dla włoskiego kanału telewizyjnego RAI.
Od 1972 mieszka i pracuje w Maroku, głównie jako producent i reżyser filmowy, zarówno obrazów pełnometrażowych, jak i krótkich. W 1986 objął funkcję dyrektora generalnego Marokańskiego Centrum Kinematograficznego w Warzazacie.
Jego pełnometrażowy debiut reżyserski, Tysiąc i jedna ręka (1973), opowiadał o ciężkiej pracy przy tkaniu dywanów, w tym również o eksploatacji dzieci. Obraz cieszył się uznaniem i wprowadził marokańskie kino na światowe salony, pomimo ocenzurowania go w samym Maroku.
Inne filmy Ben-Barki to m.in. Wojny naftowej nie będzie (1975), opowiadający o walce irańskiego patrioty z dominacją zachodnich koncernów; Krwawe gody (1977), adaptacja dramatu Federica Garcii Lorki z Irini Papas w roli głównej; Amok (1983), nagrodzony głównym trofeum na MFF w Moskwie, oraz Bitwa trzech królów (1990).